# سارا شمساوری
سارا شمساوری هنرمند عکاس، فیلم‌ساز، موسیقی‌دان، کارگردان هنری و مدرس بریتانیایی-ایرانی مقیم لندن است.

## سنین جوانی و تحصیل
شمساوری در بحبوحهٔ انقلاب ۱۳۵۷ از پدر و مادری ایرانی در تهران به دنیا آمد. شمساوری در ۱۶ ماهگی به بیماری تومور ویلمز مبتلا شد. این بیماری، همراه با آزار و اذیت‌شان به دلیل اعتقاداتشان که پس از انقلاب با آن مواجه شدند، باعث فرار خانواده از ایران شد.
پس از پناه بردن به برزیل، به مدت سه ماه به خانوده‌شان در بریتانیا پناهندگی داده شد و سرطان وی نیز در بیمارستان گریت اورموند استریت با موفقیت معالجه شد. تجربه‌ای که بعداً بر کار او تأثیر گذاشت: «امیدوارم بتوانم مردم را به پیام عشق، برابری و پذیرش در این دنیای پر دردسر که در آن زندگی می‌کنیم، تشویق کنم.»
سارا در مدرسه هنر و طراحی کامبرول تحصیل کرد و در طول زمان خود در آنجا نقاشی، طراحی، میکس مدیا، عکاسی و فیلم را تجربه کرد. او در سال ۲۰۰۲ با مدرک لیسانس هنر (Hons) فارغ‌التحصیل شد و در دانشگاه وست مینستر، جایی که در سال ۲۰۰۵ فارغ‌التحصیل شد ، گواهی آموزش عالی در تولید و توسعه موسیقی دریافت کرد. سارا به دلیل توانایی‌اش در ایجاد پیوندی فوری بین هنرمند و دنیای خارج، عکاسی را به عنوان اولین تلاش حرفه ای خود انتخاب کرد. در سال ۲۰۱۸ سارا مدرک کارشناسی ارشد خود را در تخیل کاربردی در صنایع خلاق در سنت مارتینز مرکزی دریافت کرد.

## حرفه
شمساوری در فعالیت‌های هنری خود به بررسی مضامین هویت جهانی، شمول و تحول می‌پردازد. چندین پروژه او حول محورهای کلیشه ای چالش‌برانگیز و قضاوت‌های پیش ساخته مشترک بر اساس برچسب‌هایی از جمله ظاهر، فرهنگ، مذهب و تمایلات جنسی است. آثار هنرمندان را سارا روزن اینگونه توصیف کرده‌است: «پرتره‌های شمساوری ارتباطی بین سوژه‌های او و جهان ایجاد می‌کند و به‌عنوان دریچه‌ای به سرزمینی عمل می‌کند که در آن عزت و احترام، مبنایی است که انسانیت ما بر اساس آن ملاقات می‌کند». آثار عکاسی و فیلم این هنرمند به‌طور گسترده در رسانه‌ها از جمله بی‌بی‌سی، آی‌تی‌ان، گاردین آی-دی، دِزِد ولت نیویورک تایمز و مونوکل ۲۴ شناخته شده، منتشر شده و به نمایش گذاشته شده‌است.
آثار سارا در موزه‌ها و فضاهای عمومی سراسر جهان از جمله مؤسسه هنرهای معاصر، سیتی‌هال لندن، سالن رویال فستیوال، گالری بتلم، دوسالانه عکس برایتون، موزهٔ عکاسی معاصر (شیکاگو)، موزه هنر لو (میامی) اسپیس پیر کاردین، (پاریس)، دوسالانه مانیفستا (پالرمو)، موزه باردینی (فلورانس) ، بنیاد ناتان کامینگز (نیویورک) و مرکز استانی هنر و دیزنو (هاوانا). این هنرمند در یک چیدمان هنری توسط ینکا شینوباره با عنوان موزه بریتانیا که در تیت مدرن به نمایش گذاشته شد، شناخته شد. در این نمایشگاه یادداشت‌هایی از مهاجران نسل اول یا دوم که به بریتانیا آمده‌اند به نمایش درآمد که سهم قابل توجهی در فرهنگ و تاریخ بریتانیا داشته‌اند. نام آنها با طلا بر روی جلد کتاب‌های صحافی شده با پارچه چاپ مومی آفریقایی چاپ شده‌اند که امضای این هنرمند پای آن است.
شمساوری به‌طور منظم در دانشگاه نیویورک ابوظبی و در سراسر جهان در زمینه‌های آموزشی و حرفه ای از جمله در UAL , UCA، John Cabot، دانشگاه سیراکیوس و شرکت‌های جهانی از جمله آژانس تبلیغاتی جی والتر تامپسون سخنرانی می‌کند. او کارگاه‌ها و سخنرانی‌های هنرمندان را در موسساتی از جمله تیت بریتانیا، کینگز پلیس، مجتمع ساوت بانک (جشنواره زنان جهان) و موسسه سلطنتی بریتانیای کبیر برگزار کرده‌است.
شمساوری همچنین نوازنده ای است که هم به صورت انفرادی و هم به عنوان بخشی از گروه‌های کر و گروه‌های کر اجرا می‌کند. او یکی از اعضای برجسته و مدیر هنری گروه کر شهروندان جهان است.